# 성모 마리아 발현 대성당

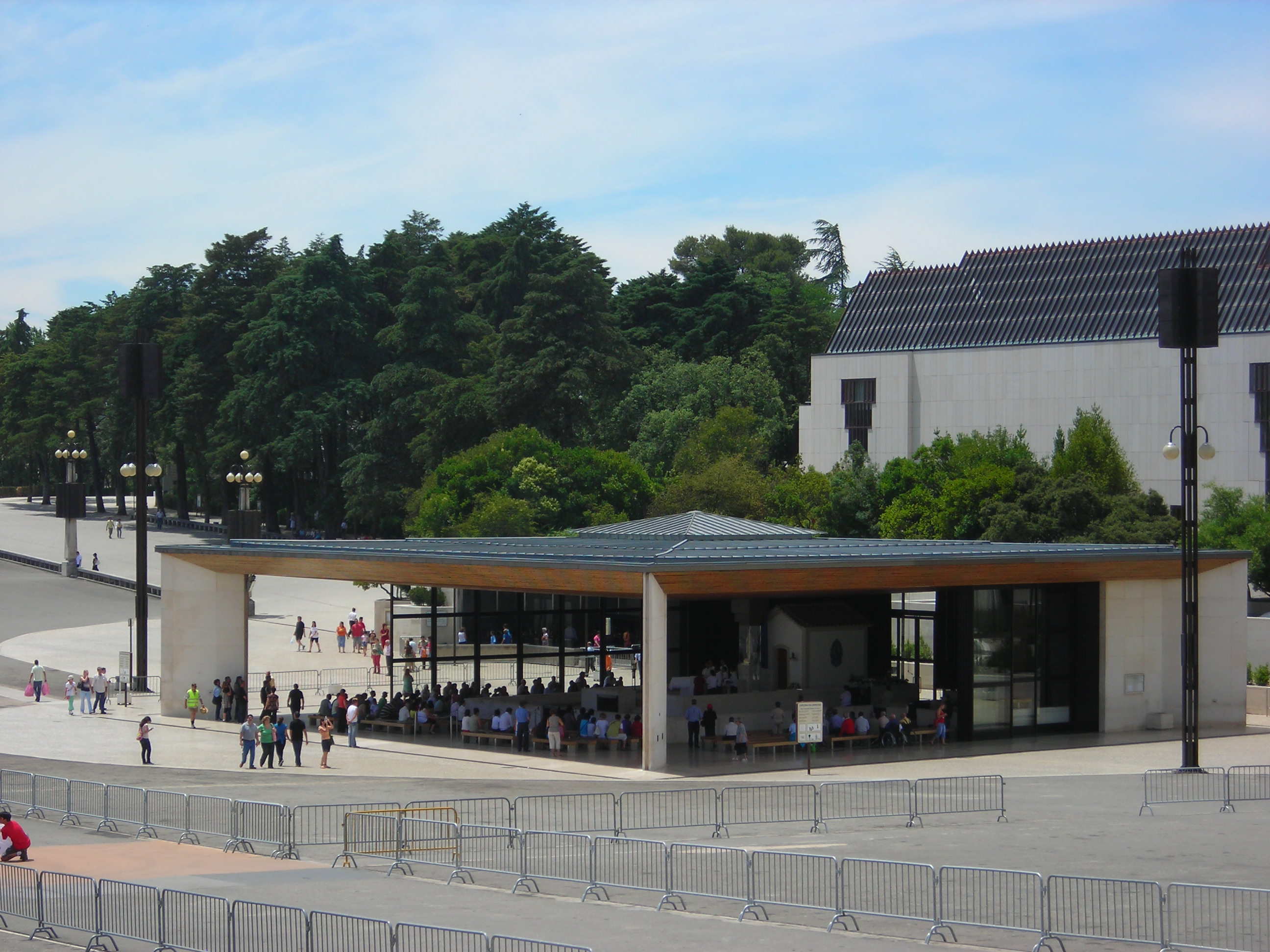

성모 마리아 발현 대성당(Chapel of the Apparitions, 포르투갈어: Capelinha das Aparições)은 1920년대에 건조된 코바다이리아에 위치한 성당이다.
30만 명을 수용할 수 있는 광대한 광장 북쪽에 있는 네오 크래식 양식의 대성당이다. 중앙에 64m 높이의 탑이 있고, 좌우의 주랑에는 그리스도의 수난을 그린 벽화가 그려져 있다. 제단 왼쪽에는 자신타 마르투와 프란시스코 마르투의 묘가 있다. 광장 왼쪽 성모마리아가 발현했다고 주장되는 자리에는 성모마리아 발현 예배당이 세워져 있다. 예배당(소성당)에는 왕관을 쓴 로사리오의 여왕(마리아)이 합장하고 서 있는 상과 마리아가 세 어린 양치기를 만나는 성단화가 서 있다. 성모가 세 번째 발현되었다고 주장되는 곳에는 천사와 세 양치기 어린이 상이 새겨져 있다.